# Karel Nováček (violoncel·lista)
|  | Aquest article tracta sobre el violoncel·lista. Si cerqueu el tennista, vegeu «Karel Nováček (tennista)». |

Karel Nováček   (Bela Crkva, 12 de juliol de 1868 - Budapest, 1929) va ser un violoncel·lista, director de banda militar i director d'orquestra d'origen txec.
Era fill del compositor Martin Nováček va aprendre a tocar el violoncel de petit i es va convertir en violoncel·lista als nou anys al quartet de corda que el seu pare va fundar amb dos dels seus germans Ottokar i Rudolf. En un concert a la casa del compositor Géza Zichy el 1881, va tocar dues peces de David Popper amb el seu pare .
Del 1890 al 1893 va ser director de banda militar del 61è Regiment d'Infanteria de Peterwardein, després del 71è Regiment d'Infanteria d'Erlau. Fou el primer violoncel·lista de la "Royal Òpera de Budapest" fins a la seva jubilació. Els seus germans Ottokar, Rudolf i Victor també es van fer coneguts com a músics.